# Love Live! Sunshine!!
Love Live! Sunshine!! (ラブライブ！ サンシャイン！！?, Rabu Raibu! Sanshain!!) è un progetto multimediale giapponese del franchise di Love Live!, co-prodotto dalle aziende di ASCII Media Works, Lantis e Sunrise, secondo titolo della serie dopo Love Live! School Idol Project.
Il progetto è stato annunciato nel 2015 e rispetto al titolo precedente la storia si incentra su un nuovo gruppo di ragazze, le Aqours, nove studentesse liceali che, per salvare la loro scuola dalla chiusura, decidono di diventare idol scolastiche, puntando alla vittoria del Love Live, la principale competizione del Giappone per questo settore.
Dopo la pubblicazione dei primi singoli musicali, nel 2016 sono stati pubblicati un manga scritto da Sakurako Kimino con disegni di Masaru Oda, e un anime prodotto dallo studio di animazione Sunrise e diretto da Kazuo Sakai.

## Trama
A Numazu le studentesse dell'istituto femminile Uranohoshi si trovano a fronteggiare il rischio che la loro scuola chiuda. Una di loro, Chika Takami, mentre è in gita a Tokyo con la sua amica You Watanabe, assiste ad un'esibizione del gruppo delle μ's proiettata su un maxischermo e, pur non conoscendo nulla di school idol, ne resta talmente colpita da voler fondare un nuovo gruppo. Seppur con qualche difficoltà iniziale, riesce a coinvolgere altre studentesse, a cominciare da You e da Riko Sakurauchi, quest'ultima da poco trasferitasi dall'istituto Otonokizaka, formando un gruppo di idol chiamato "Aqours".

## Personaggi

### Aqours

Logo delle Aqours

Chika Takami (高海 千歌?, Takami Chika)
Doppiata da: Anju Inami
La protagonista della serie. È al secondo anno alla scuola Uranohoshi Academy. Ha sempre sostenuto di essere troppo "ordinaria" e "normale", ma quando scopre che anche le μ's erano ragazze comuni, decide di fondare un club di School Idol. È la più piccola di tre sorelle, in una famiglia che gestisce una locanda tradizionale di sorgenti termali all'aperto. Ha un cane di nome Shiitake. Come idol si ispira a Honoka Kosaka, alla quale nella penultima puntata scrive anche una lettera. Fa parte delle CYaRon!, una sub-unit delle Aqours formata da lei, You Watanabe e Ruby Kurosawa.
You Watanabe (渡辺 曜?, Watanabe Yō)
Doppiata da: Shuka Saitō
Un'energica ragazza del secondo anno, molto popolare e amica d'infanzia di Chika. Da grande vorrebbe diventare il capitano di una nave come suo padre. Ha un interesse per le divise e dopo essere entrata a far parte delle Aqours, diventa la sarta e disegnatrice dei vestiti del gruppo. La sua frase ricorrente è "Yōsorō!" (ヨーソロー!), traducibile in italiano con "Ricevuto!". Fa parte delle CYaRon!, una sub-unit delle Aqours formata da lei, Chika Takami e Ruby Kurosawa.
Riko Sakurauchi (桜内 梨子?, Sakurauchi Riko)
Doppiata da: Rikako Aida
Riko frequenta il secondo anno ed è una ragazza gentile, educata e modesta. Si è trasferita dalla Akihabara Otonokizaka Academy, perché aveva paura di deludere le aspettative di chi riponeva fiducia in lei. Suona il piano e si è trasferita da Tokyo a Numazu così da poter "sentire" il suono del mare. Ha paura dei cani, anche se il cane di Chika sembra provare simpatia per lei. È un'appassionata collezionista di manga shōjo e yuri, anche se si vergogna ad ammetterlo. Dopo essere entrata a far parte del gruppo diventa la compositrice dei brani. Fa parte delle Guilty Kiss, una sub-unit delle Aqours formata da lei, Yoshiko Tsushima e Mari Ohara.
Dia Kurosawa (黒澤 ダイヤ?, Kurosawa Daiya)
Doppiata da: Arisa Komiya
L'orgogliosa presidentessa del consiglio studentesco, è al suo terzo anno di scuola. Lei e sua sorella Ruby fanno parte di una famiglia stimata e rispettata. Diventa un'idol dopo aver perso un match contro Chika, ma per la sua personalità, decide di inseguire la vittoria del Love Live. Nell'anime, Dia è anche una fan delle μ's (specialmente di Eli) ma dopo che lei, Kanan e Mari si separano, nasconde il suo entusiasmo e si convince ad entrare nelle Aqours solo per Chika e le altre. Dia ha creato il nome "Aqours", e l'ha passato di nascosto al gruppo di Chika, essendo il nome del gruppo precedentemente formato da lei, Mari e Kanan. La sua frase ricorrente è Būbū desu wa! (ブーブーですわ！), traducibile in italiano come "Risposta sbagliata!" o semplicemente "Sbagliato!". Fa parte delle AZALEA, una sub-unit delle Aqours formata da lei, Kanan Matsuura e Hanamaru Kunikida.
Mari Ohara (小原鞠莉?, Ohara Mari)
Doppiata da: Aina Suzuki
Studentessa del terzo anno, ritorna nella Uranohoshi dopo essere stata un anno all'estero. Sua madre è giapponese, mentre suo padre è italo-americano. Faceva parte del primo gruppo di School Idol con Dia e Kanan, prima del loro scioglimento. È una ragazza molto allegra e solare, con una forte tendenza a scherzare. Provenendo da una famiglia molto ricca e tra i principali finanziatori della scuola, riesce a diventare preside della Uranohoshi nonostante sia ancora una studentessa. Parla con un accento inglese, lingua del quale usa spesso termini nel suo parlato. Fa parte delle Guilty Kiss, una sub-unit delle Aqours formata da lei, Yoshiko Tsushima e Riko Sakurauchi.
Kanan Matsuura (松浦果南?, Matsuura Kanan)
Doppiata da: Nanaka Suwa
Frequenta il terzo anno ed ex membro del gruppo composto da Dia e Mari, per un lungo periodo è stata assente da scuola per aiutare la sua famiglia con il negozio. Al suo ritorno però, Mari cerca di farla ritornare a fare la idol insieme a lei. Kanan inizialmente rifiuta, ma si aggiunge in seguito al gruppo. È molto matura e sportiva e spesso sostiene anche che essere carina come le school idol non sia fatto per lei; nonostante questo, è molto dolce e ama gli abbracci. Tiene molto a Mari (malgrado si arrabbi a volte con lei per i suoi comportamenti maliziosi), e alle sue amiche in generale, e ha un carattere altruista, premuroso e gentile. Fa parte delle AZALEA, una sub-unit delle Aqours formata da lei, Dia Kurosawa e Hanamaru Kunikida.
Yoshiko Tsushima (津島善子?, Tsushima Yoshiko)
Doppiata da: Aika Kobayashi
Ragazza del primo anno e amica d'infanzia di Hanamaru. Affetta dalla chūnibyō (sindrome della seconda media), sostiene di essere l'angelo caduto "Yohane", e sfortunata perché ripudiata da Dio. Odia essere chiamata Yoshiko, e preferisce essere chiamata con il suo nome da angelo. Spesso cerca di omettere questo suo lato cercando di dimostrarsi normale al mondo, ma con scarsi risultati. Si unisce nelle Aqours nell'episodio 6 della prima serie, a lei dedicato. Fa parte delle Guilty Kiss, una sub-unit delle Aqours formata da lei, Riko Sakurauchi e Mari Ohara.
Ruby Kurosawa (黒澤ルビィ?, Kurosawa Rubii)
Doppiata da: Ai Furihata
Sorella minore di Dia, frequenta il primo anno alla Uranohoshi con Hanamaru e Yoshiko. È la migliore amica di Hanamaru ed è molto timida. Nonostante tutto, condivide lo stesso amore per le idol come sua sorella, ammirando l'idol delle μ's Hanayo Koizumi. Se uno sconosciuto le parla o la tocca, tende a strillare e nascondersi. Adora le caramelle. Si aggiunge alle Aqours dopo aver preso il coraggio di fare una scelta senza l'approvazione della sorella. Fa parte delle CYaRon!, una sub-unit delle Aqours formata da lei, Chika Takami e You Watanabe.
Hanamaru Kunikida (国木田花丸?, Kunikida Hanamaru)
Doppiata da: Kanako Takatsuki
Frequenta il primo anno con Ruby e Yoshiko, ed è la migliore amica della prima. Vive in un tempio e ha una scarsa familiarità con la tecnologia. È molto gentile e abbastanza allegra; tuttavia, per i suoi interessi e passioni, è sempre stata solitaria, passando sempre il tempo a leggere, e non si definisce una ragazza carina. Inoltre, è scarsa nelle attività fisica e per questo ritiene di non avere le capacità di essere una school idol. Tende a concludere le sue frasi con "zura"; ogni volta che vede qualcosa di moderno esclama "mirai zura!" (未来ずら！), ovvero "è il futuro, zura". Fa parte delle AZALEA, una sub-unit delle Aqours formata da lei, Dia Kurosawa e Kanan Matsuura.

### Saint Snow
Un duo di sorelle idol provenienti da Hakodate, in competizione con le Aqours per il Love Live.
Sarah Kazuno (鹿角 聖良?, Kazuno Seira)
Doppiata da: Asami Tano
La sorella maggiore. Ha avuto l'ispirazione di diventare un'idol grazie alle A-Rise.
Leah Kazuno (鹿角 理亞?, Kazuno Ria)
Doppiata da: Hinata Satō
La sorella minore. Nella serie anime sviluppa un rapporto di amicizia con Ruby Kurosawa.

## Manga
Il manga Love Live! Sunshine!!, scritto da Sakurako Kimino e illustrato da Masaru Oda, ha debuttato a maggio 2016 sulla rivista Dengeki G's Magazine, mentre il primo volume formato tankōbon è uscito il 27 settembre 2016.
| Nº | Data di prima pubblicazione | Data di prima pubblicazione | Data di prima pubblicazione |
| Nº | Giapponese                  | Giapponese                  |                             |
| -- | --------------------------- | --------------------------- | --------------------------- |
| 1  | 27 settembre 2016           | ISBN 978-4-0489-2433-7      |                             |
| 2  | 27 febbraio 2019            | ISBN 978-4-0489-2851-9      |                             |

## Anime
Una serie anime di 13 episodi prodotta da Sunrise, scritta da Jukki Hanada e diretta da Takahiko Kyōgoku è andata in onda in Giappone dal 2 luglio del 2016 fino al 24 settembre. È stata distribuita con i sottotitoli in italiano su Yamato Animation, il canale YouTube di Yamato Video e successivamente trasmessa su Man-ga, sempre su commissione di Yamato Video e con i sottotitoli in italiano, a partire dal 1º dicembre dello stesso anno fino al 2 marzo 2017. La sigla di apertura è Aozora Jumping Heart (青空Jumping Heart?), mentre quella di chiusura è Yume kataru yori yume utaou (ユメ語るよりユメ歌おう?), entrambe cantate dal gruppo delle Aqours.
Una seconda stagione è stata trasmessa dal 7 ottobre al 30 dicembre 2017. La sigla di apertura è Mirai no bokura wa shitteru yo (未来の僕らは知ってるよ?), mentre quella di chiusura Yuuki wa doko ni? Kimi no mune ni! (勇気はどこに?君の胸に!?), cantate sempre dalle Aqours.
Il 4 gennaio 2019 è uscito il film Love Live! Sunshine!! The School Idol Movie Over the Rainbow, ambientato in Italia.
Nel giugno 2022 viene annunciata l'uscita dello spin-off fantasy Yohane the Parhelion: Sunshine in the Mirror per l'anno successivo. La serie è andata in onda dal 2 luglio al 24 settembre 2023.

### Episodi

#### Prima stagione
| Nº | Titolo italiano Giapponese 「Kanji」 - Rōmaji                                            | In onda           | In onda |
| Nº | Titolo italiano Giapponese 「Kanji」 - Rōmaji                                            | Giapponese        |         |
| 1  | Voglio risplendere!! 「輝きたい!!」 - Kagayakitai!!                                      | 2 luglio 2016     |         |
| 2  | Acchiappiamo la studentessa trasferita! 「転校生をつかまえろ!」 - Tenkōsei o tsukamaero! | 9 luglio 2016     |         |
| 3  | First Step 「ファーストステップ」 - Fāsuto Suteppu                                       | 16 luglio 2016    |         |
| 4  | I loro sentimenti 「ふたりのキモチ」 - Futari no kimochi                                 | 23 luglio 2016    |         |
| 5  | Yohane, la caduta 「ヨハネ堕天」 - Yohane daten                                          | 30 luglio 2016    |         |
| 6  | Prepariamo un PV 「PVを作ろう」 - Pī bui o tsukurō                                       | 6 agosto 2016     |         |
| 7  | Tokyo 「Tokyo」                                                                          | 13 agosto 2016    |         |
| 8  | Non ti senti frustrata? 「くやしくないの」 - Kuyashikunai no?                            | 20 agosto 2016    |         |
| 9  | Mijuku DREAMER 「未熟DREAMER」 - Mijuku Dorīma                                           | 27 agosto 2016    |         |
| 10 | Abbiamo iniziato a brillare 「シャイ煮はじめました」 - Shai-ni hajimemashita             | 3 settembre 2016  |         |
| 11 | Manteniamo la rotta con l'amicizia 「友情ヨーソロー」 - Yūjō yōsorō                      | 10 settembre 2016 |         |
| 12 | Il momento di spiccare il volo 「はばたきのとき」 - Habataki no toki                     | 17 settembre 2016 |         |
| 13 | Sunshine!! 「サンシャイン!!」 - Sanshain!!                                               | 24 settembre 2016 |         |

#### Seconda stagione
| Nº | Titolo italiano (traduzione letterale) Giapponese 「Kanji」 - Rōmaji        | In onda          | In onda |
| Nº | Titolo italiano (traduzione letterale) Giapponese 「Kanji」 - Rōmaji        | Giapponese       |         |
| 1  | Next Step 「ネクストステップ」 - Nekusuto Suteppu                           | 7 ottobre 2017   |         |
| 2  | Il suono della pioggia 「雨の音」 - Ame no oto                              | 14 ottobre 2017  |         |
| 3  | Arcobaleno 「虹」 - Niji                                                    | 21 ottobre 2017  |         |
| 4  | Non chiamatemi Dia-san 「ダイヤさんと呼ばないで」 - Daiya-san to yobanai de | 28 ottobre 2017  |         |
| 5  | Prendere un cane 「犬を拾う」 - Inu o hirou                                 | 4 novembre 2017  |         |
| 6  | Aqours Wave 「Aqours Wave」                                                 | 11 novembre 2017 |         |
| 7  | Il tempo rimasto 「残された時間」 - Nokosareta jikan                        | 18 novembre 2017 |         |
| 8  | Hakodate 「Hakodate」                                                       | 25 novembre 2017 |         |
| 9  | Awaken the Power 「Awaken the Power」                                       | 2 dicembre 2017  |         |
| 10 | Cercando di risplendere 「シャイニーを探して」 - Shainī o sagashite         | 9 dicembre 2017  |         |
| 11 | Liceo femminile Uranohoshi 「浦の星女学院」 - Uranohoshi jogakuin           | 16 dicembre 2017 |         |
| 12 | Mare di luce 「光の海」 - Hikari no umi                                     | 23 dicembre 2017 |         |
| 13 | Il nostro splendore 「私たちの輝き」 - Watashi-tachi no kagayaki            | 30 dicembre 2017 |         |

## Accoglienza

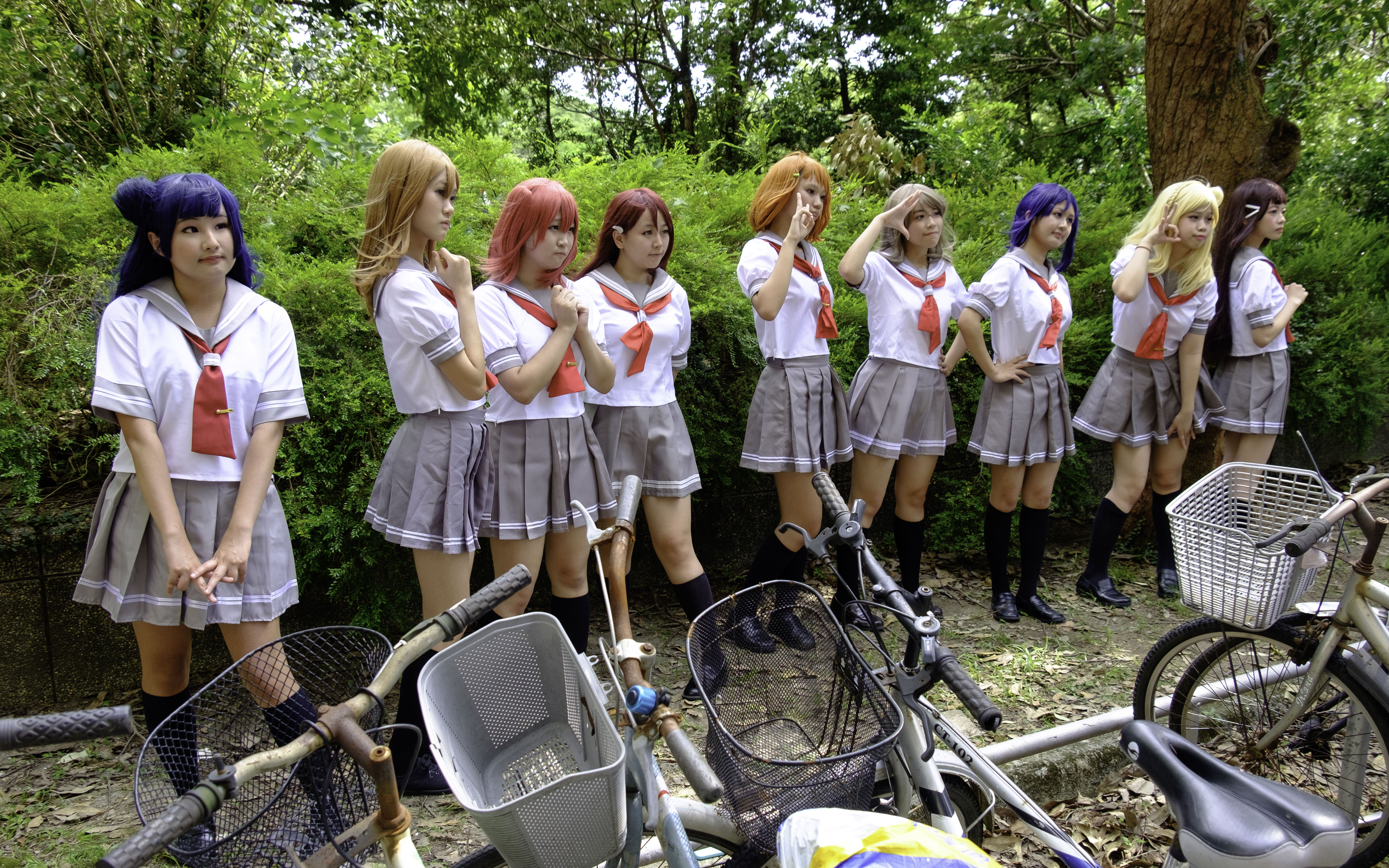
Cosplayer delle Aqours al Comic World a Taiwan

Da un'indagine svolta nel 2018 dall'azienda di abbigliamento giapponese COSPA, specializzata nella vendita di vestiti per cosplay, le uniformi dell'istituto Uranohoshi si sono classificate al primo posto fra i dieci costumi più venduti del 2017, davanti alle divise dell'istituto Otonokizaka di Love Live! School Idol Project.
Nick Creamer di Anime News Network ha recensito la prima stagione dell'anime nel 2018, criticandone gli eccessivi richiami alla serie precedente dal punto di vista narrativo, ma elogiando il fatto che ne abbia mantenuto le stesse caratteristiche dal punto di vista del design e della commedia, sottolineando anche un miglioramento nell'utilizzo del CGI per le scene dei balli durante le performance musicali.